# Karin Fisli

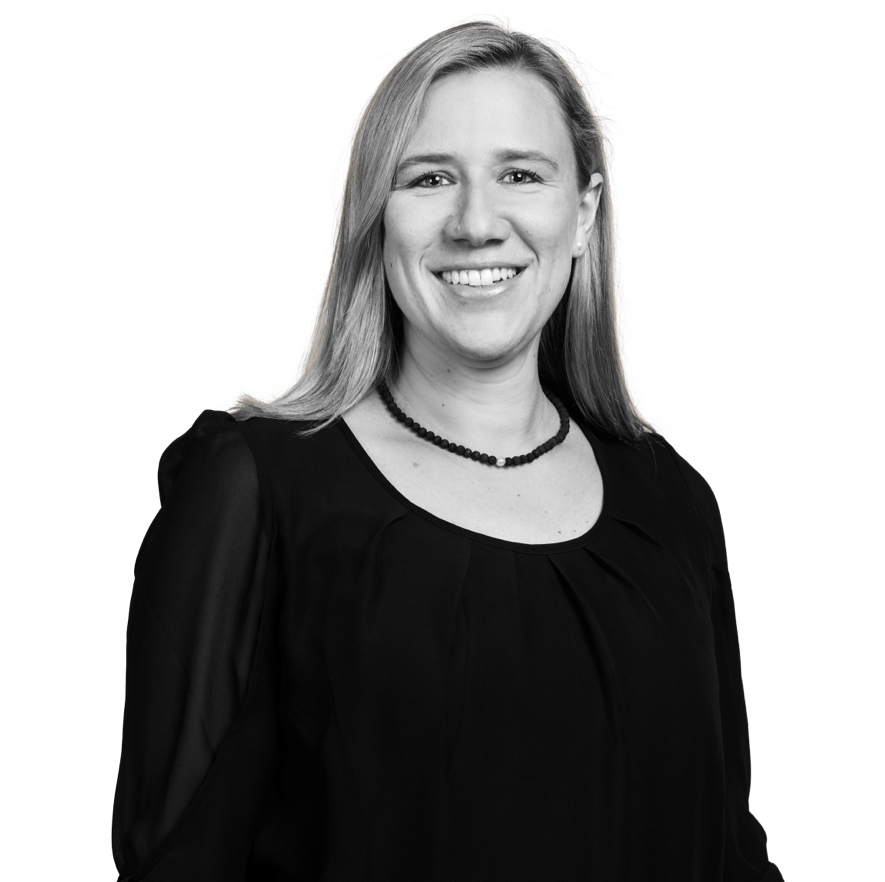
Karin Fisli 2023

Karin Fisli (* 11. Juli 1982 in St. Gallen) ist eine Schweizer Politikerin (SP).

## Leben
Karin Fisli wuchs in Sulzbach bei Oberegg im Kanton Appenzell Innerrhoden auf und schloss 2005 das Lehrerinnen- und Lehrerseminar Mariaberg in Rorschach (heute: Pädagogische Hochschule St. Gallen) ab. Nach Anstellungen in den Kantonen Appenzell Innerrhoden, Freiburg und Bern arbeitet sie seit 2017 als Primarlehrerin in Messen. 
Sie ist verheiratet, hat zwei Kinder und lebt in Meikirch.

## Politik
Fisli wurde 2018 in den Grossen Rat des Kantons Bern gewählt und gehörte von 2018 bis 2022 der Kommission für Staatspolitik und Aussenbeziehungen an. Seit 2022 ist sie Mitglied der Redaktionskommission und der Geschäftsprüfungskommission. Seit 2021 ist sie Vizepräsidentin der SP-JUSO-Fraktion.
2020 wurde sie in den Gemeinderat der Gemeinde Meikirch gewählt und stand zwischen Januar 2021 und Dezember 2022 dem Ressort «Bildung, Kultur und Sport» vor.

## Weitere Engagements
- Präsidentin des Vereins GLOBE Schweiz[3]
- Beirätin des Jugendparlamentes des Kantons Bern[4]
- Vorstandsmitglied des Vereins Chindernetz Kanton Bern[5]
- Präsidentin des Vereins KITA Storchennest Grossaffoltern[6][1]